# SN 1964H
SN 1964H – supernowa typu II odkryta 14 czerwca 1964 roku w galaktyce NGC 7292. W momencie odkrycia miała maksymalną jasność 14,80m.